# Phylloscopus neglectus
Phylloscopus neglectus é uma espécie de ave da família Phylloscopidae.
Pode ser encontrada nos seguintes países: Afeganistão, Barém, Índia, Irão, Israel, Líbano, Omã, Paquistão, Rússia, Suécia, Tajiquistão, Turcomenistão, Emirados Árabes Unidos e Uzbequistão.
Os seus habitats naturais são: florestas temperadas.